# Xian de Shicheng
Le xian de Shicheng (石城县 ; pinyin : Shíchéng Xiàn) est un district administratif de la province du Jiangxi en Chine. Il est placé sous la juridiction de la ville-préfecture de Ganzhou.

## Démographie
La population du district était de 286 038 habitants en 1999.